# Waworada
Waworada is een bestuurslaag in het regentschap Bima van de provincie West-Nusa Tenggara, Indonesië. Waworada telt 1741 inwoners (volkstelling 2010).